# Cantonul Périgueux-Centre
Cantonul Périgueux-Centre este un canton din arondismentul Périgueux, departamentul Dordogne, regiunea Aquitania, Franța.